# Hairspray (2007)
Hairspray is een film gemaakt naar aanleiding van een Broadway-musical met dezelfde titel. De Broadway-musical is gemaakt na de Hairspray-film uit 1988, de film die in 2007 is uitgekomen is dus geen directe remake van de film uit 1988. De 2007-versie is geproduceerd door Zadan/Meron Productions in de Verenigde Staten. De hoofdrollen in de film worden gespeeld door Nikki Blonsky, John Travolta en Michelle Pfeiffer. Travolta speelt gehuld in een fatsuit de rol van een vrouw.

## Verhaal
3 mei 1962 begint hetzelfde als elke andere schooldag voor Tracy Turnblad (Nikki Blonsky), een optimistische middelbare-schoolstudente uit Baltimore. Ze heeft een lange saaie schooldag voor de boeg, maar daarna kan ze met haar beste vriendin Penny Pingleton (Amanda Bynes) thuis haar favoriete televisieprogramma kijken, The Corny Collins Show. Dit programma, een regionale tienerdansshow, wordt in de namiddag uitgezonden door het televisiestation WYZT en wordt gesponsord door een haarlakfabrikant.
Enkele van de tieners die te zien zijn in het programma zitten op Tracy's en Penny's school, waaronder het verwende rijkeluismeisje Amber von Tussle (Brittany Snow) en haar vriendje Link Larkin (Zac Efron), Tracy's grote idool. Ambers moeder Velma (Michelle Pfeiffer), een voormalige tiener-miss, is de manager van WYZT. Velma zorgde er zelf voor dat haar dochter in het programma te zien is en wil dat het programma een besloten productie is die geheel door haarzelf wordt gecontroleerd. De dansers in het programma zijn allen blank en ondanks Corny Collins' (James Marsden) mening wil Velma niet dat er donkere kinderen in het programma dansen. Donkere kinderen zijn enkel welkom op Negro Day, dat elke laatste donderdag van de maand wordt gehouden en wordt gepresenteerd door DJ 'Motormouth' Maybelle Stubbs (Queen Latifah).
Zowel Tracy's moeder Edna (John Travolta) als Penny's katholieke moeder Prudy (Allison Janney) zijn er om uiteenlopende redenen niet blij mee dat hun kinderen elke keer naar het tv-programma kijken. Als op een dag Collins in het programma aankondigt dat een van de dansers zwanger is en negen maanden afwezig zal zijn, wordt er aangekondigd dat er een auditie gehouden zal worden voor een vervanger, onder schooltijd. Tracy wil meedoen aan de auditie, maar wordt weggestuurd door Velma vanwege haar overgewicht en moet zich verantwoorden voor het spijbelen. Bij het nablijven komt ze een groep gekleurde kinderen tegen die zeer goed blijken te kunnen dansen. Ze raakt bevriend met de beste danser van het groepje, Motormouth Maybelles zoon Seaweed (Elijah Kelley) en leert van hem diverse R&B-dansjes. Tracy blijkt prima te kunnen dansen en ze krijgt een rolletje in The Corny Collins Show wanneer Collins haar ziet dansen tijdens een optreden van Larkin in de gymzaal van de school.
Tracy wordt snel een van de populairste dansers van de Corny Collins Show, en Velma von Tussle wordt bang dat ze Amber zal verslaan in de Miss Teenage Hairspray-wedstrijd. Larkin vindt Tracy steeds leuker en Amber voelt zich daardoor bedreigd.
Op school leert Penny Seaweed kennen. Het is liefde op het eerste gezicht. Op een middag wordt Tracy weer eens uit de klas gestuurd en Link zorgt ervoor dat hij met haar mee moet. Daar worden Tracy, Penny en Link door Seaweed uitgenodigd voor een feestje van zijn moeder Motormouth. Het feestje blijkt een afscheidsfeest: Negro Day is opgeheven door Velma von Tussle. Tracy stelt voor om een protestmars naar WYTZ te houden. Larkin denkt dat zijn carrière daardoor bedreigd wordt, dus doet niet mee. De mars wordt gestopt door de politie en wanneer Tracy hem met haar protestbord op zijn rug tikt, wordt dit aangegrepen als smoes om dit als 'geweld tegen een agent' te gebruiken.
Na de protestmars wordt Tracy gezocht. Ze vlucht naar het huis van Penny, maar daar sluit Penny's moeder haar in de kelder op. Penny zelf wordt vastgebonden. Seaweed en een paar van zijn vrienden komen Tracy en Penny helpen ontsnappen. Ze bedenken een plan om de Miss Teenage Hairspray-wedstrijd binnen te komen zonder gesnapt te worden door de politie. Ondertussen bedenkt Link zich over zijn aanwezigheid bij de mars en over zijn gevoelens voor Tracy.
Bij de Miss Teenage Hairspray-verkiezing zorgen Tracy en de rest ervoor dat ze binnenkomt en Amber niet in de weg loopt. Ze danst mee in de wedstrijd en Larkin danst met haar. Later trekt hij Little Inez (Taylor Parks), het zusje van Seaweed, op het podium. Tegen iedere verwachting in wint Little Inez de wedstrijd, waardoor er voor het eerst een donker meisje bij The Corny Collins Show komt.

## Rolverdeling
- Nikki Blonsky als Tracy Turnblad, een optimistische tienermeid met overgewicht die ervan houdt te dansen en de nieuwe ster wordt van de The Corny Collins Show. Het is de eerste rol waarin Blonsky te zien is als professionele actrice.[2]
- John Travolta als Edna Turnblad, de moeder van Tracy en ook een vrouw met overgewicht. In tegenstelling tot haar dochter voelt Edna zich niet goed in haar lichaam en durft ze zich niet meer in de buitenwereld te vertonen. Hoewel Travolta twijfelde of hij de rol wel moest spelen, omdat hij wellicht als travestiet gezien zou worden, haalden de producenten, die hem wilden omdat hij in Grease te zien was, hem over. Het duurde een jaar voordat hij de rol accepteerde.[3]
- Michelle Pfeiffer als Velma von Tussle, de producente van het televisiestation WYZT. Velma is een racistische voormalige missverkiezingwinnares en staat er op dat haar dochter Amber de ster wordt van de The Corny Collins Show. Het was de eerste film waarin Pfeiffer te zien is sinds 2002.[4] Travolta had de hoofdrol in Grease, Pfeiffer in Grease 2. Hier was de crew zich van bewust.[4]
- Christopher Walken als Wilbur Turnblad, Tracy's vader, eigenaar van een simpele ziel en grappenwinkel "Hardy-Har Hut". Walken versloeg Billy Crystal en Jim Broadbent in de audities voor de rol.[5][6]
- Amanda Bynes als Penny Pingleton, de beste vriendin van Tracy die verliefd wordt op de gekleurde Seaweed, ondanks haar racistische en streng christelijke moeder Prudy. Bynes was een van de weinige 'filmsterren' die gekozen werd voor een tienerrol.[7]
- James Marsden als Corny Collins, de presentator van de The Corny Collins Show. Corny raakt regelmatig in discussie met de crew, omdat hij in tegenstelling tot zijn collega's geen racist is en er geen problemen mee heeft gekleurde mensen te mengen met blanken. Marsdens karakter is gebaseerd op Buddy Deane, die tijdens de jaren 60 zijn eigen dansshow had. Marsden versloeg Joey McIntyre en X-Men-collega Hugh Jackman toen hij de rol kreeg.[8]
- Queen Latifah als Motormouth Maybelle, de presentatrice van Negro Day, een onderdeel van de The Corny Collins Show. Maybelle is de moeder van Seaweed en Inez en heeft een platenwinkel op North Avenue. Queen Latifah werd boven Aretha Franklin gekozen voor de rol.[5]
- Brittany Snow als Amber von Tussle, de verwende dochter van Velma en de hoofddanseres in de The Corny Collins Show. Amber verklaart Tracy de oorlog wanneer die zich mengt in de "Miss Teenage Hairspray" wedstrijd en haar vriendje Link valt voor de charmes van Tracy. Snow werkte eerder voor Adam Shankman tijdens het filmen van The Pacifier.[8]
- Zac Efron als Link Larkin, Ambers vriendje en de hoofddanser in de The Corny Collins Show. Link is een populaire zanger die gaandeweg valt voor de charmes van Tracy. Link is gebaseerd op Elvis Presley.[8] Shankman vond Efron in eerste instantie "te Disney" (Efron is de hoofdrolspeler in High School Musical) voor een rol in Hairspray.[8] Shankmans zus Jennifer Gibgot haalde hem over Efron toch te gebruiken, omdat zijn verschijning een groter publiek zou trekken.[8]
- Elijah Kelley als Seaweed J. Stubbs, Maybelles zoon en een getalenteerde danser die Tracy helpt met nieuwe danspassen. Hij wordt verliefd op Penny, Tracy's beste vriendin. Kelley, een nieuwkomer in filmmusicals, versloeg een groot aantal mensen in een open auditie voor de rol.[7]
- Allison Janney als Prudence 'Prudy' Pingleton, Penny's katholieke moeder die haar ten strengste verbiedt te kijken naar de The Corny Collins Show. Prudy weerhoudt Penny er zo veel mogelijk van levenservaring op te doen, omdat dat in haar ogen "karakterbevorderend is".
- Jerry Stiller als Mr. Pinky, de eigenaar van de Mr. Pinky's Heft Hideaway, een kledingzaak die zich richt op vrouwen met grotere maten. Stiller was in de 1988 versie te zien als Wilbur.
- Paul Dooley als Mr. Spritzer, de eigenaar van de Ultra-Clutch-zaak. Net als Velma probeert hij de The Corny Collins Show ervan te weerhouden dansers van verschillende afkomsten te mengen, hoewel hoge kijkcijfers hem zijn bezwaren soms doen vergeten.
- Taylor Parks als Little Inez, Maybelles jonge dochter die weken heeft geoefend om in de The Corny Collins Show te verschijnen.

## Prijzen
- Broadcast Film Critics Association Awards - beste acteerensemble, beste jonge actrice (Blonsky)
- Hollywood Film Festival - beste ensemble
- MTV Movie Awards - doorbraak (Efron)
- Motion Picture Sound Editors - beste geluidsmontage
- Online Film Critics Society Awards - doorbraak (Blonsky)
- People's Choice Awards - beste nummer op een soundtrack (You Can't Stop the Beat)
- Teen Choice Awards - eerste keus zomerfilm, categorie komedie/musical
- Young Hollywood Awards - 'om in de gaten te houden' (Efron), 'om in de gaten te houden' (Blonsky)

Hairspray werd genomineerd voor achttien andere filmprijzen, waaronder voor Golden Globes voor beste musical/komedie, beste mannelijke bijrol (Travolta) en beste vrouwelijke hoofdrol (Blonsky), de BAFTA Award voor beste make up en de Grammy Award voor beste soundtrack.

## Trivia
- Ricki Lake speelde Tracy Turnblad in de Hairspray uit 1988. In de versie uit 2007 heeft ze een cameo als talentenscout.
- De potloodventer uit de openingsscène is John Waters, de man die het scenario van Hairspray schreef.
- Walken en Pfeiffer speelden eerder samen in Batman Returns (1992).